# Рубанович, Борис
Борис Рубанович (эст. Boriss Rubanovitš; 19 июля 1960) — советский и эстонский футболист, нападающий.

## Биография
В советский период большую часть карьеры провёл в командах КФК, выступавших в чемпионате Эстонской ССР. Становился чемпионом республики в 1979 году с «Нормой», в 1980 и 1983 годах с «Динамо», в 1987 году — с «Темпо» (все — Таллин). С «Нормой» в 1990 и 1991 годах были серебряным призёром чемпионата. Второй бомбардир республиканского чемпионата в 1987 году (17 голов), четвёртый бомбардир в 1989 году (11 голов) и 1990 году (12 голов). В 1984 году числился в заявке клуба второй лиги СССР «Цемент» (Новороссийск), а в 1988 году провёл 5 матчей во второй лиге за «Спорт» (Таллин). В 1984 году в составе сборной Эстонской ССР стал автором гола в матче против сборной Афганистана (3:0).
В 1992 году выступал за клуб третьего дивизиона Финляндии «Нерпес-Крафт».
В ходе сезона 1992/93 перешёл в клуб высшего дивизиона Эстонии «Николь» (Таллин), с которым в том же сезоне стал обладателем Кубка Эстонии. Затем играл за «Таллинна Садам» и за «Норму». Всего в высшей лиге Эстонии сыграл 29 матчей и забил 3 гола.
Дальнейшая судьба неизвестна.